# Firth of Tay
Il Firth of Tay (Gaelico Scozzese: Linne Tatha) è un firth situato in Scozia a cavallo fra le regioni di Fife, Perth and Kinross, la regione di Dundee e Angus, nel quale si getta il maggior fiume della Scozia, il fiume Tay.

## Descrizione
Sono due i ponti che attraversano il Firth, ossia il Tay Road Bridge e il Tay Rail Bridge.
Al suo interno presenta solo un'isola, la Mugdrum Island.
L'omonimo Firth of Tay situato in Antartide, fu scoperto nel 1892-93 dal capitano Thomas Robertson, originario di Dundee, in un'esplorazione per cacciare balene, e chiamò l'area in onore del Firth scozzese. Inoltre chiamò un'isola lì vicino Dundee Island, sempre in onore alla città che sorge sul Firth.

## Città e villaggi lungo la costa

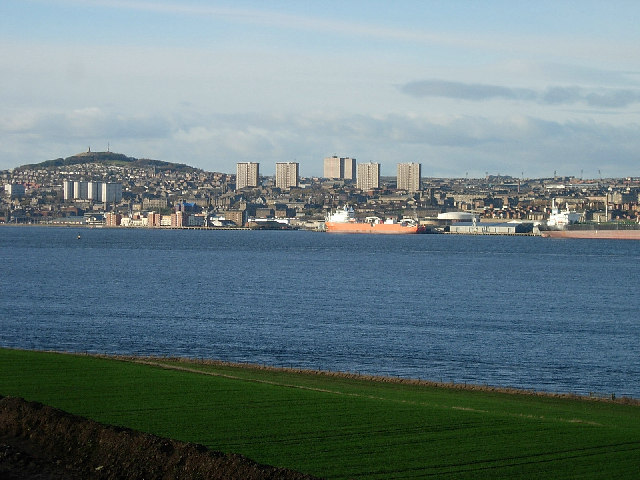
Dundee vista dal Firth of Tay

- Balmerino
- Broughty Ferry
- Dundee
- Invergowrie
- Monifieth
- Newburgh
- Newport-on-Tay
- Tayport